# Günther Leib
Pour les articles homonymes, voir Leib.
Günther Leib, né le 12 avril 1927 à Gotha et mort le 3 mars 2024 à Dresde, est un baryton d'opéra allemand et professeur de chant. Kammersänger de l'Opéra national de Dresde, il interprète des rôles de baryton de premier plan tant dans son pays natal qu'à l'étranger au cours de sa carrière théâtrale. En 1971, il reçoit le prix Robert Schumann de la ville de Zwickau et en 2017, à l'occasion de son 90e anniversaire, la « Gotha-Medaille » (médaille Gotha), qui lui rend hommage pour sa carrière internationale en tant que « voix la plus célèbre de Gotha ». Il participe à un certain nombre d'enregistrements d'opéras et d'oratorios complets sous les labels Eterna, Supraphon et Deutsche Grammophon,.

## Biographie
Günther Leib naît à Gotha le 12 avril 1927,, où il commence à étudier le violon à l'âge de sept ans. À la fin de la Seconde Guerre mondiale, il poursuit ses études au Conservatoire d'État d'Erfurt et s'engage comme violoniste dans l'orchestre municipal de Gotha en 1949. Les concerts de l'orchestre comprennent souvent des opéras et des opérettes, ce qui éveille son intérêt pour cette forme d'art. Il étudie d'abord le chant en privé. Puis, encouragé par son professeur, il s'inscrit au Conservatoire de Weimar et obtient en 1952 un diplôme de chant  lyrique et de concert, ainsi que de pédagogie musicale. La même année, il fait ses débuts sur scène à Köthen dans le rôle de Bartolo dans Le Barbier de Séville de Rossini,,.
Après avoir chanté dans les théâtres de Köthen, Meiningen et Nordhausen, Günther Leib devient membre de l'Opéra national de Dresde à partir de 1957 et de l'Opéra national de Berlin à partir de 1961. À la fin des années 1950, il effectue également des tournées de concerts en Italie, en Égypte et en Grande-Bretagne. Il fait ses débuts au Metropolitan Opera en 1976 dans le rôle de Beckmesser dans Les Maîtres chanteurs de Nuremberg, un rôle qu'il avait chanté l'année précédente au Festival de Pâques de Salzbourg,,. À propos de ses débuts au Met dans le rôle de Beckmesser, Raymond Ericson a écrit dans le New York Times :
Gunther Leib, une basse d'Allemagne de l'Est, était un Beckmesser de premier ordre. Il chantait sa musique au lieu de l'aboyer. Il n'a pas burlesquement interprété le personnage, mais lui a donné une stupidité suffisante qui n'était que trop réelle. Son chant complaisant dans la scène finale était à la fois original et superbement exécuté
Günther Leib chante également en tant qu'artiste invité au Théâtre Bolchoï de Moscou, à l'Opéra de Paris et aux opéras de Budapest, Prague, Sofia, Hambourg, Helsinki et Stockholm.
Parallèlement à sa carrière d'interprète à l'opéra et en concert, Günther Leib est professeur de chant à la Hochschule für Musik Carl Maria von Weber de Dresde de 1964 à 1976 puis à partir de 1976 à la Hochschule für Musik "Hanns Eisler" de Berlin. Deux fois veuf, il se retire à Dresde, où il vit avec sa troisième épouse, Adelheid née Gähler,.
Lors de sa visite en 2015, Günther Leib signe le Livre d'or de la ville de Gotha. En 2017, à l'occasion de son 90e anniversaire, la ville de Gotha organise une réception à l'hôtel de ville. En présence de ses collègues chanteurs de chambre, le professeur Edda Moser et Peter Schreier, Günther Leib reçoit la médaille de Gotha, décernée pour la première fois par le maire Knut Kreuch.
Günther Leib meurt le 3 mars 2024, à l'âge de 96 ans.

## Enregistrements
Günther Leib se produit pour la première fois à l'annuel Festival Haendel à Halle en 1957 et y revient fréquemment. Plusieurs enregistrements de ses interprétations de Haendel des années 1950 et 1960 ont été réédités en CD par Berlin Classics, notamment :
- Poro (en tant que Poro), Horst-Tanu Margraf (chef d'orchestre), enregistré en 1958
- Radamisto (en tant que Tiridate), Horst-Tanu Margraf (chef d'orchestre), enregistré en 1962
- Imeneo (en tant que Imeneo), Horst-Tanu Margraf (chef d'orchestre), enregistré en 1965
- Dettingen Te Deum (soliste baryton), Helmut Koch (chef d'orchestre), enregistré en 1969

Günther Leib apparaît dans un certain nombre d'enregistrements complets d'opéras sur les labels Eterna, Supraphon et Deutsche Grammophon, notamment :
- Smetana : Die verkaufte Braut (en tant que Krušina), Otmar Suitner (chef d'orchestre), enregistré en 1962
- d'Albert : Tiefland (comme Moruccio), Paul Schmitz (chef d'orchestre), enregistré en 1963
- Mozart : Die Zauberflöte (en tant que Papageno), Otmar Suitner (chef d'orchestre), enregistré en 1968
- Benda : Der Dorfjahrmarkt (en tant que Fickfack), Hans von Benda (chef d'orchestre), enregistré en 1968
- Mozart : Così fan tutte (en tant que Guglielmo, l'un des rôles emblématiques de Leib), Otmar Suitner (chef d'orchestre), enregistré en 1969 [3]
- Weber : Der Freischütz (en tant que Kilian), Carlos Kleiber (chef d'orchestre), enregistré en 1973
- Wagner : Rienzi (en tant que Cecco del Vecchio), Heinrich Hollreiser (chef d'orchestre), enregistré en 1974/1976
- Dessau : Einstein (en tant que Giordano Bruno), Otmar Suitner (chef d'orchestre), enregistré en 1977

Dès le début de sa carrière, Günther Leib est également connu pour ses interprétations d'oratorios et de musique sacrée. En 1957, il incarne la voix du Christ dans une représentation de la Passion selon saint Jean de Bach interprétée en Italie sous la direction de Franz Konwitschny . Ses enregistrements dans ce genre comprennent :
- Schütz : Lukas-Passion (en tant quee basse soliste), Rudolf Mauersberger (chef d'orchestre), enregistré en 1965
- Bach : Passion selon saint Matthieu (en tant que basse soliste), Rudolf Mauersberger (chef d'orchestre), enregistré en 1970
- Brahms : Un requiem allemand (en tant que baryton soliste), Helmut Koch (chef d'orchestre), enregistré en 1972